# Tethida barda
Tethida barda är en stekelart som först beskrevs av Thomas Say.  Tethida barda ingår i släktet Tethida och familjen bladsteklar. Inga underarter finns listade i Catalogue of Life.